# Rubén Bareiro Saguier
Rubén Bareiro Saguier (Villeta, 22 de enero de 1930-Asunción, 25 de marzo de 2014) fue un escritor, poeta y abogado paraguayo.
Licenciado en Letras por la Universidad Nacional de Asunción.
Doctor de Estado en Letras y Ciencias Humanas por la Universidad Paúl Valéry-Montpellier III.

## Trayectoria
Rubén Bareiro Saguier pasa su infancia en su pueblo natal de Villeta, donde crece a orillas de Río Paraguay, submergido en la naturaleza y la vida campesina. Ya muy temprano, a los 11 años, descubre por primera vez la injusticia de un régimen autoritario cuando la policía, al buscar a su padre y al no encontrarlo, lleva al joven Rubén y lo encierra en la comisaría del pueblo.
En el año 1947 recibe el bachillerato y se lanza en la carrera de Letras de la Universidad Nacional de Asunción. En este período se destaca como dirigente estudiantil, lo que le vale nuevos encarcelamientos. Se recibe como licenciado en 1957.
En el 1962 obtiene una beca para estudiar en la Universidad Paúl Valéry-Montpellier III, por lo cual se muda a Francia. Dos años después se publica "Biografía de ausente", su primer libro. En este país trabaja como asistente y lector de español en la Universidad de París, y luego como catedrático de literatura hispanoamericana y lengua guaraní en la Universidad de Vincennes. También formó parte del Centro Nacional de la Investigación Científica en París.
Con la publicación de "Ojo por Diente" en el año 1971 recibe el premio cubano "Casa de las Américas". A causa de este premio, el año siguiente, durante una de sus numerosas visitas a Paraguay, es arrestado y encerrado durante un mes y medio en el tristemente famoso Departamento de Investigaciones, centro de la represión del régimen de Alfredo Stroessner, acusado de promover "trajines subversivos". Seguidamente se movilizan intelectuales del mundo entero para reclamar su liberación. Entre ellos se encuentran Jean-Paul Sartre, Gabriel García Márquez, Mario Vargas Llosa, Ernesto Sabato, Simone de Beauvoir, Roland Barthes, Fernando Savater, Vicente Aleixandre, Marta Lynch y Manuel Puig, entre tantos otros. Finalmente es liberado y expulsado del país, condenado a un exilio que duraría hasta la caída de la dictadura en 1989.
Se desempeña como embajador de Paraguay en Francia desde el año 1994 hasta el 2003, fecha en la cual vuelve a Paraguay. Su hija Claudia, de nacionalidad francesa, fue adoptada por Rubén y su pareja chilena Ana María Gómez.
Fallece en el hospital La Costa de Asunción el 25 de marzo de 2014, a causa de un infarto, luego de varios meses de un estado de salud delicado.

## Distinciones
- 1950: 1.er Premio – Concurso de Cuentos – Revista Panorama. Asunción.
- 1954: 1.er Premio-Concurso de cuentos –Revista Panorama. Asunción
- 1952: 1.er Premio-Concurso Ateneo Paraguayo, Asunción
- 1970: Mención Especial- Concurso de poesía Latinoamericana- Revista Imagen Caracas
- 1971: Premio Casa de las Américas por su libro de cuentos Ojo por diente

## Trabajos y Publicaciones
- Cuento y Novela, en colaboración con Manuel Arguello. Paraguay nación de métis.
- Biografía de ausente, 1964, con ilustraciones de Carlos Colombino, poesía
- Misa por un continente, con música de Francisco Marín, grabada por Barclay.
- Ojo por diente, 1971, cuento. Pacte de sang (traducción de “ojo por diente” hecha por A.M. Metailié
- A la víbora de la mar, 1977, con ilustraciones de Carlos Colombino. 2.a edición con ilustraciones de Carlos Colombino, 2.ª edición, con introducción de Augusto Roa Bastos, poesía
- Literatura Guaraní del Paraguay, 1980, en colaboración con Jacqueline Baltran, ensayo
- Antología Personal de Augusto Roa Bastos
- Cultura y Sociedad en América Latina
- Antología de la novela hispano-americana, en colaboración con Oliver de León
- Estancias, errancias, querencias, 1985, poesía
- El séptimo pétalo del viento, 1984, cuento con prólogo y entrevista de Augusto Roa Bastos
- Las dictaduras en América Latina, introducción y convocatoria de diapositivas
- Antología poética, con selección de Daniel Leyva
- Augusto Roa Bastos: semana de autor, 1986, ensayo
- Augusto Roa Bastos, caída y resurrecciones de un pueblo, 1989, ensayo
- Antología de la poesía paraguaya del siglo XX, 1990, antología en colaboración con Carlos Villagra Marsal
- Antología de la novela latino-americana, en colaboración con Oliver de León
- De nuestras lenguas y otros discursos
- Tentaciónde la utopía - La República de los Jesuitas en el Paraguay en colaboración con Jean Paul Duviels
- De la literature guaraní a la Literature paraguaya: Un proceso colonial, tesis del Doctorado en Letras, con mención Muy Honorable
- La América hispánica en el siglo XX
- Cuentos de las dos orillas
- Antología poética (bilingüe)
- De cómo el tío Emilio ganó la vida perdurable, monólogos.
- Antología de la poesía guaraní y en guaraní del Paraguay, en colaboración Carlos Villagra Marsal
- Fiesta patronal, con fotografías de Fernando Allen
- El río, la vida con fotografías de Fernando Allen